# 五相会議
五相会議（ごしょうかいぎ）とは、昭和時代前期の日本において、内閣総理大臣・陸軍大臣・海軍大臣・大蔵大臣・外務大臣の5閣僚によって開催された会議。
主に陸軍・海軍の軍事行動について協議され、これを実現する財政・外交政策のために蔵相、外相も出席した。議案の必要に応じて企画院総裁なども出席したことがある。

## 年表（主な五相会議）
- 1933年10月3日 - 初の五相会議が開催される。
- 1936年8月7日 - 大陸・南方への進出と軍備充実を定めた『国策ノ基準』を決定した。閣議決定は8月11日[1][2]。
- 1936年8月11日 - 『第二次北支処理要綱』[3][注釈 1]を決定した。
- 1937年7月11日 - 陸相の、「威力の顕示」による「支那側の謝罪及保障確保」を理由とした内地三個師団派兵等の提案が合意された。盧溝橋事件参照。
- 1938年6月10日（閣議） - 五相会議を正式な国策協議機関とする。[要出典]
- 1938年7月 - 防共協定強化問題に関し、ドイツと対ソ軍事同盟締結の方針を決定した。
- 1938年12月6日 - 『猶太人対策要綱』を決定した。河豚計画参照。
- 1939年1月23日 - 三国同盟案に関して、日独伊の相互武力援助はソ連のみを対象とし、第三国は状況によって対象にするという妥協方針を決定した。
- 1939年3月22日 - 「独伊両国が英米と開戦した場合、日本は原則として支持するが、現在および近い将来に参戦することは難しい」という結論を出した。
- 1941年10月12日 - 近衛首相、豊田外相、東条陸相、及川海相、鈴木企画院総裁は戦争の是非について会談、東条陸相は支那からの撤兵に強く反対した。